# Conejo Blanco (cómic)
El Conejo Blanco (Dra. Lorina Dodson) es una supervillana ficticia que aparece en los cómics estadounidenses publicados por Marvel Comics. Creado por J.M. DeMatteis, Kerry Gammill y Mike Esposito, el personaje apareció por primera vez en Marvel Team-Up #131 (julio de 1983). Conejo Blanco es una criminal adinerada que basó su personaje de supervillano en Alicia en el país de las maravillas. Es una antagonista recurrente del superhéroe Spider-Man.

## Historial de publicación
pareció por primera vez en Marvel Team-Up # 131 en julio de 1983, y fue creada por J.M. DeMatteis, Kerry Gammill y Mike Esposito. Apareció en la serie The Amazing Spider-Man de 2022. Apareció en la serie Spider-Verse Unlimited Infinity Comic de 2022.

## Biografía del personaje ficticio
Nacida en una familia adinerada, la niña que se convertiría en el Conejo Blanco creció en un entorno seguro y protegido y recibió una lluvia de todas las posesiones materiales que deseaba. Sin embargo, estaba aburrida y solo encontraba entretenimiento de la literatura clásica, como Alicia en el país de las maravillas, su favorita. A medida que crecía, su familia la casó con un caballero mayor llamado Lewis Dodson (un nombre derivado del autor de los libros de Alicia en el País de las Maravillas, Lewis Carroll, cuyo nombre real era Charles Dodgson). En el momento del matrimonio, ella tenía veinticinco años y él ochenta y dos. Ella estaba resentida de ser tratada como una esposa trofeo, así que mató a su marido y la policía pensó que había sido un accidente.
Después del hecho, ella solo mencionaría que él «murió feliz», y posteriormente usó su herencia para comprar varios aparatos para que pudiera experimentar una vida llena de peligro y emoción. Se convirtió en el Conejo Blanco, una criminal excéntrica, cuyo traje se parecía a un cruce entre el personaje literario de Alicia en el País de las Maravillas y una Conejita de Playboy. Mientras que Conejo Blanco está claramente loca hasta el punto de ser completamente ridícula, ella es bastante articulada y tiene un gran conocimiento de la literatura. En algún momento al principio de su carrera, estaba tratando de establecer su reputación y se enfrentó a Deadpool, que estaba vinculado con el simbionte Venom. Ella usó una variedad de bombas de zanahoria y conejos mutantes, así como también robo de relojes. Pasó sus primeros días como criminal robando varias articulaciones de comida rápida, especialmente «Kwikkee Burger». Ella y su pandilla fueron confrontadas por Hombre Rana (un cliente frecuente en Kwikkee Burger), que fue capaz de derrotar su ayuda contratada solo con la ayuda de Spider-Man. El Conejo Blanco se escapó, pero golpeó más tarde en una feria del libro, donde encontró a los dos superhéroes una vez más. El Conejo Blanco, al ver cómo derrotaban a sus hombres, huyó con sus botas de chorro, pero comenzaron a funcionar mal, permitiendo que Frog-Man la tirara a un edificio.
Mucho más tarde, ella reapareció, conspirando para vengarse del Hombre Rana. Se alió con la Morsa, pero fueron derrotados por Spider-Man, Frog-Man y el padre de Frog-Man, Leap-Frog. Abandonando la Morsa, apareció de nuevo más tarde con dos nuevos villanos, Mad Hatter y Dormouse, aunque ambos eran actores contratados, ya que ningún otro supervillano trabajaría con el Conejo Blanco. Formó un nuevo plan capturando a Grizzly y Gibbon y rescatándolos por mil millones de dólares en oro. También creó varios conejos alterados genéticamente, que estaban listos para comerse a Grizzly y Gibbon. El alcalde, sin embargo, solo le ofreció a Conejo Blanco $ 2.50, lo que hizo que se enfureciera y aumentara el rescate a cinco mil millones de dólares (esta vez el Conejo exigió que el rescate se pagara por completo en cuartos), pero Spider-Man, bajo el alias de Bombastic Bag-Man: como lo buscaban por asesinato como Spider-Man gracias a las maquinaciones de Norman Osborn, se vio obligado a usar un traje alternativo y no tuvo tiempo para conseguir ninguno de sus otros trajes nuevos (Ver Crisis de identidad (Marvel Comics)) - se infiltró en el escondite del Conejo Blanco y luchó contra su gigante conejo robot. Luego ella fue eliminada por Grizzly (quien afirmó que lo hizo para no ser acusado de ser sexista). El y su compañero se habían escapado, recordando la afinidad natural de Gibbon con el Reino Animal y, por lo tanto, domesticando a los Conejos GM.
Más tarde se vio a Conejo Blanco en una subasta en la que se vendieron el simbionte Venom y el traje de Escorpión. Ella intentó robar otro banco, pero fue interrumpida por Grizzly. Sin embargo, ella escapó y la policía arrestó a Grizzly por error.
En la serie limitada Claws, Conejo Blanco, su atuendo modificado (ahora más que nunca parecido a una Conejita de Playboy), se involucró románticamente con Arcade, un hombre dedicado al drama y que controla Mundo Asesino, donde las personas son asesinadas en maneras carnavalescas. Van tras Wolverine y la Gata Negra. Los dos héroes logran derrotar a Arcade y al Conejo Blanco. Se dejan en la Tierra Salvaje, una tierra prehistórica oculta en las profundidades de la Antártida. El Conejo Blanco se convirtió en la reina de un grupo de guerreros tribales.
Durante la historia de «Dark Reign», Conejo Blanco aparece como miembro de la pandilla de The Hood. Ella es parte de un subgrupo de dicho grupo que ataca a Señor Negativo. El motivo es porque no entregará su control del inframundo criminal en el barrio chino de Nueva York.
Conejo Blanco se ve luego en Los Ángeles, donde trabaja como narcotraficante para los ricos y famosos. Uno de sus clientes es Bobby Carr, el novio de Mary Jane. Carr también es un actor y está utilizando la hormona de crecimiento mutante para desarrollar un rol en una película. El Conejo se volvió contra su cliente cuando el Departamento de Justicia de los Estados Unidos le pidió que le informara quién era su comerciante. Conejo Blanco y su pandilla atacaron a Carr y M.J. en un club de moda de Los Ángeles, gaseando a los asistentes a la fiesta. Mary Jane rescató a Carr y sacó a Conejo Blanco en el club, cuando llegó la policía y detuvo al Conejo Blanco.
Durante la historia de «Spider-Island», Conejo Blanco (junto con Chance y Quemador) ataca a Peter Parker y Carlie Cooper en un laboratorio abandonado en el que se encuentra Chacal en la Universidad Empire State. Ella termina derribada por Peter Parker usando los movimientos que aprendió de Shang-Chi.
Durante el arco «Dying Wish», Conejo Blanco más tarde hace un cameo en la Balsa en el momento de Hydro-Man, Escorpión y Trapster saca al Doctor Octopus (cuya mente ha sido intercambiada con la de Peter Parker) fuera de la Balsa.
Luego se vio a Conejo Blanco intentando robar un camión con dos matones, pero cuando llegó el Superior Spider-Man, (la mente del Doctor Octopus en el cuerpo de Spider-Man), se rindieron rápidamente, ya que no querían ser golpeados de la misma manera. Como lo había hecho anteriormente con Boomerang y Buitre.
Conejo Blanco apareció más tarde como miembro de Menagerie (que también consistía de Hippo, Skein, y un nuevo villano llamado Panda-Mania). Estaban en un alboroto robando huevos caros de una subasta. Conejo Blanco llamó al grupo Menagerie debido a los temas de animales de los villanos, aunque Skein no usó el nombre de Gypsy Moth. Ella y Menagerie son derrotadas por Spider-Man a pesar de que Skein usó sus poderes para destruir el atuendo de Spider-Man. Conejo Blanco y el resto de Menagerie se reunieron más tarde para cometer un atraco de diamantes, lo que llevó a otra derrota en manos de Spider-Man.
Conejo Blanco luego contrata a Howard el pato, para que le procure partículas Pym, pero Ant-Man frustró el plan. Más tarde, ella participa en una guerra de pandillas, luchando contra la Mancha en el Tercer Recinto.
Como parte del evento All-New, All-Different Marvel, Conejo Blanco se alía con Morsa y el nuevo Goldbug en un plan que involucra la manipulación del agua potable de la ciudad de Nueva York. Los tres villanos son localizados y derrotados por Spider-Woman, y son llevados a la isla Ryker restaurada, ahora llamada la Bodega.
Conejo Blanco pareció más tarde como miembro de Hateful Hexad junto a Bearboarguy, Gibbon, Ox, Calamar y Enjambre. Durante la desastrosa lucha de Hateful Hexad contra Spider-Man y Deadpool, Itsy Bitsy, quien mata brutalmente a la mayoría de los villanos, traumatiza a Conejo Blanco y fue salvada por Deadpool.
En un preludio a la historia de «Cazado», se encuentra entre los personajes con temática animal capturados por Taskmaster y Black Ant para la próxima Gran Caza de Kraven el Cazador. Observó la lucha entre Spider-Man y Escorpión hasta que llegaron los Caza-Bots. Conejo Blanco luego huyó de los Caza-Bots. Cuando Buitre reúne a los personajes con temática animal, Conejo Blanco estaba presente cuando Spider-Man les informa sobre la pérdida de Gibbon y  Mandril, mientras que Sapo menciona la pérdida de Hombre-Toro. Sirviendo de cebo, Conejo Blanco atrajo a los Caza-Bots hacia los Seis Salvajes y los otros personajes con temática animal donde los Caza-Bots fueron atacados por ellos. Conejo Blanco incluso luchó contra los Caza-Bots. Cuando Kraven el Cazador hace que Arcade baje el campo de fuerza alrededor de Central Park, Conejo Blanco se encuentra entre los personajes con temática animal que son liberados. Conejo Blanco luego se unió a Mosca Humana, Razorback, Sapo y Yellowjack en un plan para entregar la recompensa a la Hormiga Negra cautiva solo para que Taskmaster rescate a la Hormiga Negra.
Más tarde, Conejo Blanco volvió a reunir a Hippo, Skein y Panda-Mania como Menagerie y agregó a Ox, Calamar y Enjambre como sus últimos miembros. Cuando la Menagerie intentó robar un club donde era el cumpleaños de Nadia Van Dyne, fueron derrotados por los Campeones y los Jóvenes Vengadores.
Conejo Blanco aparece como miembro de la encarnación femenina del Sindicato Siniestro. Ella cita a Francine Frye «saludos y saludos». El Sindicato Siniestro comienza su misión donde atacan el edificio F.E.A.S.T. en el que Boomerang se ofrece como voluntario. Escarabajo lidera al Sindicato Siniestro en el ataque a Boomerang. Después de poner a la Tía May a salvo, Peter Parker se transforma en Spider-Man y ayuda a Boomerang a luchar contra el Sindicato. El Sindicato comienza a hacer su ataque de formación hasta que Spider-Man desencadena accidentalmente el gaserang de Boomerang que noquea a Spider-Man lo suficiente como para que el Sindicato huya con Boomerang. Cuando Escarabajo regresa al cuartel general, Conejo Blanco está presente cuando el alcalde Wilson Fisk trae toda la fuerza de la ciudad de Nueva York a su cuartel general exigiendo que le entreguen a Boomerang. El Sindicato luego ayuda a Spider-Man contra las fuerzas del alcalde Fisk. Después de que Spider-Man evacua a Boomerang, el Sindicato lucha contra las fuerzas del alcalde Fisk sin matarlos. El Sindicato es derrotado y arrestado por la policía. Su transporte es atacado por un asaltante desconocido que los libera.
Durante la historia de "Sinister War", Conejo Blanco estaba con el Sindicato Siniestro cuando se encuentran entre los villanos que Kindred ofreció para castigar a Spider-Man por sus pecados.
Conejo Blanco estaba con el Sindicato Siniestro cuando llevaron a Janice Lincoln a una despedida de soltera.
Durante la historia de "Gang War", Conejo Blanco y su secuaz Kareem quedaron atrapados en un almacén por los ataques de la pandilla de Black Mariah. Justo a tiempo, Escarabajo, Lady Octopus, Scorpia y Trapstr llegan para rescatarlos y derrotar a la pandilla de Black Mariah. Cuando Tombstone aparece en la reunión de Janice después de recuperarse en el hospital y Janice le dice que le gustaría heredar su territorio, luego le dice a Conejo Blanco que la cuide mientras el Sindicato Siniestro sale a luchar en las guerras de pandillas.Conejo Blanco acompaña al Sindicato Siniestro a Sugar Hill para luchar contra la pandilla de  Diamondback allí. Derrotan a algunos de los hombres de Diamondback solo para descubrir que el resto ha sido derrotado por Rosa y Digger.Conejo Blanco y el Sindicato Siniestro luchan contra Rosa y Digger hasta que llegan unos soldados blindados y uno de ellos cita "Enciéndelos"!

## Habilidades y equipo
Conejo Blanco no posee habilidades sobrehumanas, pero está obsesionada con las obras de Lewis Carroll, y su equipo refleja su obsesión. Ella usa una variedad de armas, como un paraguas que dispara zanahorias explosivas o afiladas, un conejo robot grande, manejable y fuertemente armado, conejitos asesinos diseñados genéticamente y botas a reacción. Conejo Blanco también tiene dos vehículos modificados para requisitos particulares: un zepelín llamado la Liebre Voladora, y una furgoneta llamada Bunnymobile. Ella es una hábil artista marcial.
Además, Conejo Blanco tiene una buena educación, tiene al menos una licenciatura en literatura o su equivalente.
Debido a su aspecto ridículo, locura, falta de juicio y mala reputación, pocas personas la toman en serio y la descartan como una loca.

## Otras versiones

### Marvel Adventures
Conejo Blanco aparece en la serie Marvel Adventures Spider-Man. Ella está románticamente interesada en Venom, e incluso le escribe cuando él está en la Bóveda. Conejo Blanco planea una serie de robos inspirados en Lewis Carroll junto a Venom, mientras que él pretende ser el nuevo compañero no deseado de Spider-Man. Sin embargo, Spider-Man resuelve el plan y derrota fácilmente a Venom y Conejo Blanco.